# Mieczysław Tarchalski

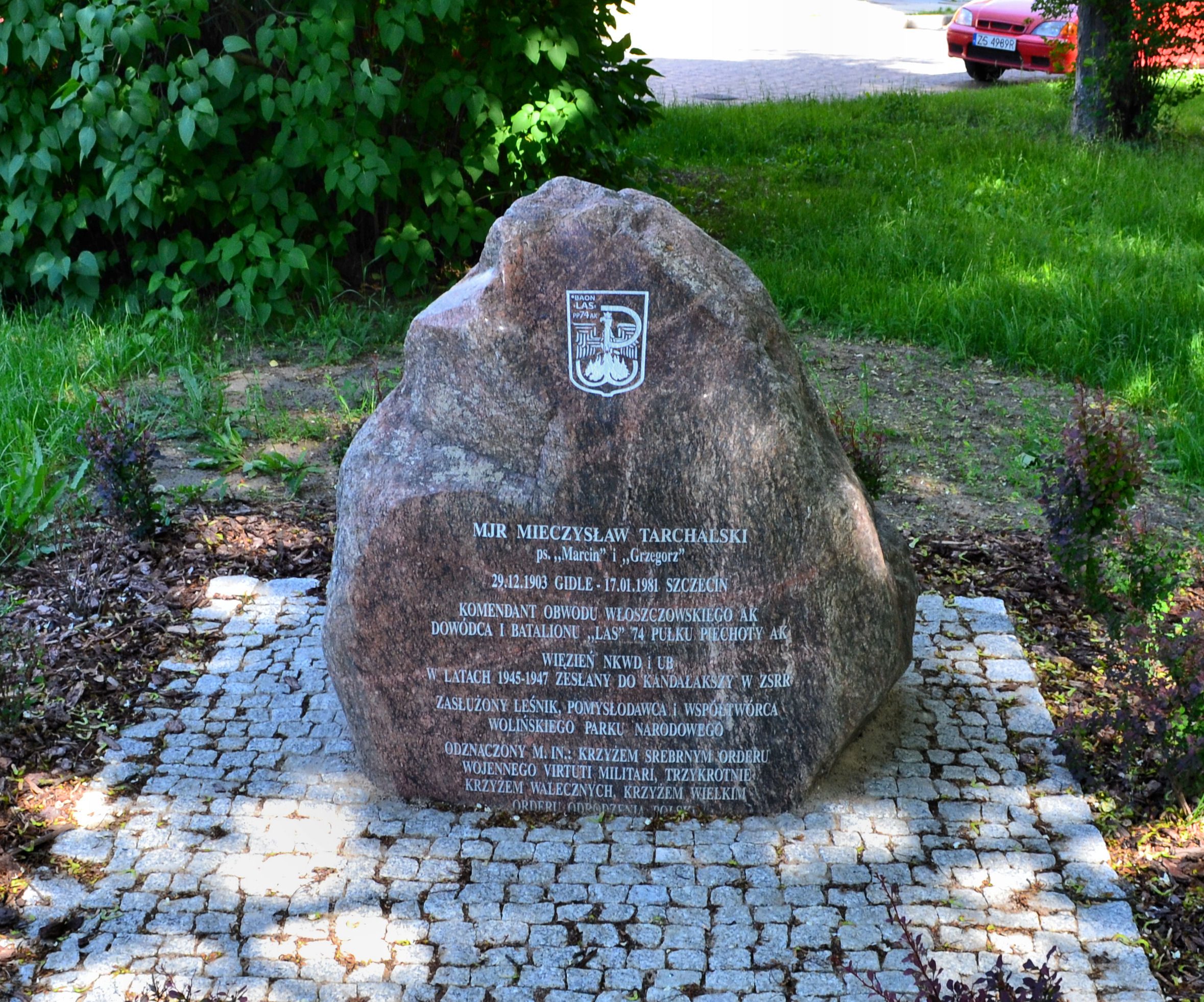
Głaz w Szczecinie, upamiętniający Mieczysława Tarchalskiego

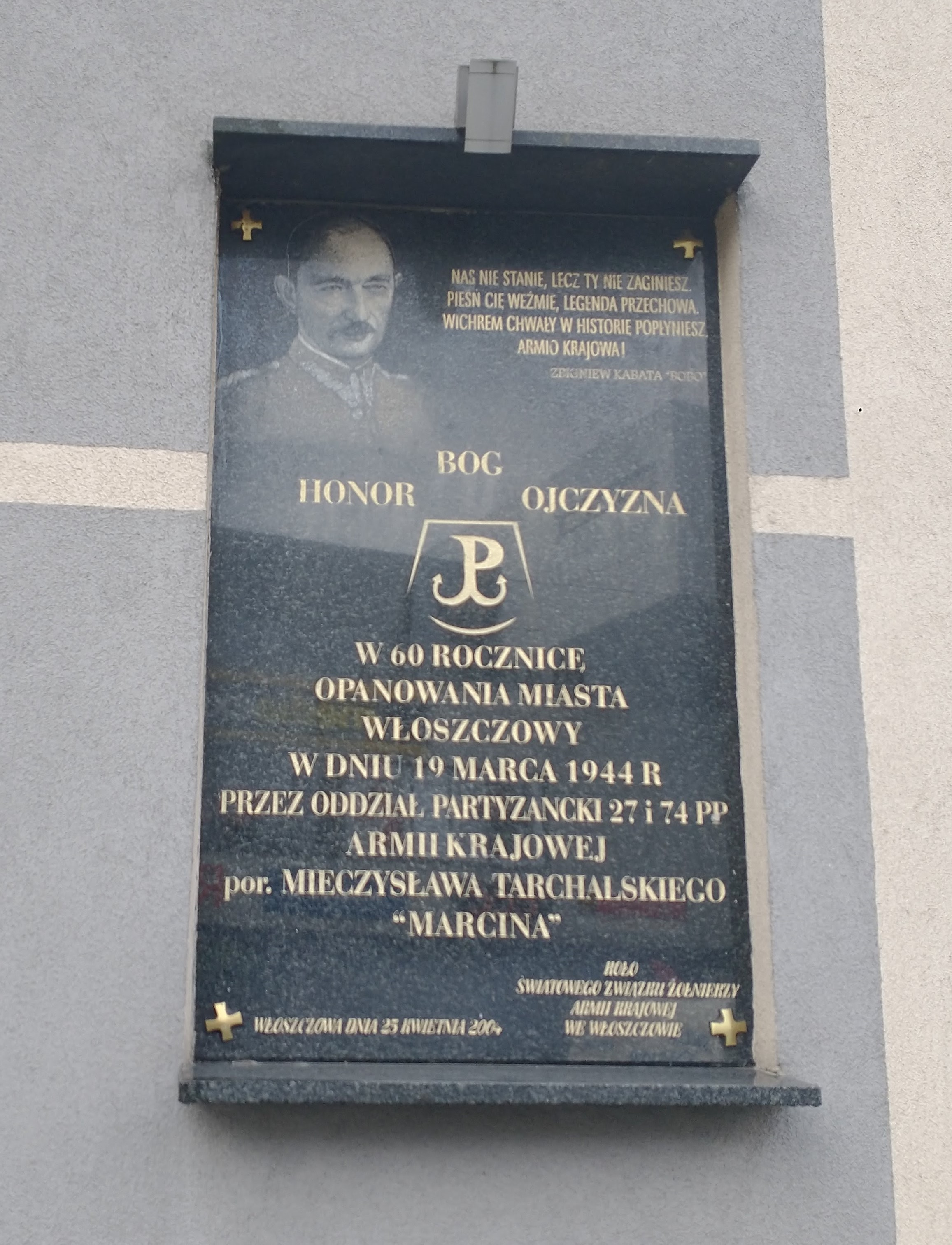
Tablica pamiątkowa we Włoszczowie

Mieczysław Tarchalski. ps. Marcin, Grzegorz, (ur. 29 grudnia 1903 w Gidlach, zm. 17 stycznia 1981 w Szczecinie) – polski wojskowy, major Wojska Polskiego, uczestnik wojny polsko-bolszewickiej i wojny obronnej Polski w 1939, leśnik, kawaler Krzyża Srebrnego Orderu Wojennego Virtuti Militari.

## Życiorys
W 1919, mając 16 lat, wstąpił do Korpusu Kadetów w Modlinie i jako ochotnik wziął udział w wojnie polsko-bolszewickiej z 1920. Został ranny pod Wilnem, wrócił z wojny odznaczony Krzyżem Walecznych (odznaczył go generał Władysław Sikorski).
Studia na Wydziale Leśnym Szkoły Głównej Gospodarstwa Wiejskiego ukończył w 1929 i otrzymał dyplom magistra inżyniera leśnictwa. W 1930 pracował jako adiunkt w Nadleśnictwie Gidle, a w latach 1931–1936 jako wykładowca w szkole dla leśniczych w Cieszynie.
W 1937 przeniesiono go do Nadleśnictwa Bydgoszcz. Wybuch wojny zastał go jako nadleśniczego w Nadleśnictwie Rychtal (DLP w Poznaniu). Po klęsce wrześniowej otrzymał pracę w majątku Dąbrowa Zielona jako leśniczy.
Już w grudniu 1939 rozpoczął czynną walkę z okupantem – najpierw samodzielnie sabotując okupacyjne zarządzenia i organizując podległych mu pracowników leśnych. Zaprzysiężony w Związku Walki Zbrojnej w maju 1940 objął komendę Placówki i Szkoły Podchorążych w Dąbrowie Zielonej. W lutym 1942 uniknął aresztowania. Do września 1942 musiał się ukrywać ze względów konspiracyjnych w Krakowie (gestapo wyznaczyło wysoką nagrodę za jego ujęcie).
22 września 1942 został komendantem II podobwodu, Obwodu Włoszczowskiego Armii Krajowej. W czerwcu 1943 objął w tym obwodzie funkcję kierownika dywersji, a w lipcu tego samego roku, z grupą 24 żołnierzy założył w lasach kurzelowskich pierwszy obóz partyzancki w Obwodzie Włoszczowskim AK. W lipcu 1944 został zastępcą dowódcy batalionu szturmowego Tygrys, a w tym samym roku we wrześniu objął dowództwo I batalionu Las – 74 Pułku Piechoty AK.
Do końca 1944 zgrupowania te przeprowadziły 63 akcje, potyczki i starcia, wiążąc siły okupanta i zadając mu duże straty w ludziach i sprzęcie. Rozkaz rozwiązania AK zakończył jego szlak bojowy. W styczniu 1945 został zatrzymany i przekazany funkcjonariuszom NKWD w Częstochowie, a w marcu wywieziony do Kandałakszy w Rosji. W łagrze przebywał blisko trzy lata, pracując w kamieniołomie. Do kraju powrócił w listopadzie 1947. Podjął pracę w Dyrekcji Lasów Państwowych w Olsztynie.
W 1950 został ponownie aresztowany przez UB, przesłuchiwany i więziony w Kielcach i Włoszczowie przez 3 lata. W 1953 został skazany na karę 10 lat pozbawienia wolności, odbywał ją w Przemyślu, a następnie w Sieradzu. Zwolniony został w 1956 i podjął pracę w Okręgowym Zarządzie Lasów Państwowych w Szczecinie, początkowo jako inspektor, a następnie naczelnik Wydziału Ochrony Lasu. Z jego inicjatywy powstał w 1960 Woliński Park Narodowy. W OZLP w Szczecinie był zatrudniony do przejścia na emeryturę w 1968.
Jest autorem monografii Kaktus – Włoszczowski obwód AK (materiały powielane, tzw. drugi obieg) oraz wspomnień osobistych Na ścieżkach małej wojny (wydana w 1994, zawiera również powyższą monografię). Zmarł w 1981. Pochowany został na cmentarzu Centralnym w Szczecinie.

## Odznaczenia i wyróżnienia
Za walkę i zasługi został odznaczony: Krzyżem Srebrnym Orderu Wojennego Virtuti Militari, trzykrotnie Krzyżem Walecznych, Srebrnym Krzyżem Zasługi z Mieczami, Krzyżem Armii Krajowej, Krzyżem Partyzanckim, czterokrotnie Medalem Wojska, złotymi Odznakami Polskiego Towarzystwa Leśnego i Ligi Ochrony Przyrody.
W kwietniu 2009 roku we Włoszczowie – plac położony w centrum miasta otrzymał imię Majora inż. Mieczysława Tarchalskiego. 
Postanowieniem prezydenta RP Lecha Kaczyńskiego z 20 sierpnia 2009 r. "za wybitne zasługi dla niepodległości Rzeczypospolitej Polskiej" został pośmiertnie odznaczony Krzyżem Wielkim Orderu Odrodzenia Polski.